# Peter Ladefoged
Peter Ladefoged (ur. 17 września 1925 w Sutton, zm. 24 stycznia 2006 w Londynie) – brytyjski językoznawca i fonetyk.
Swoje życie akademickie związał początkowo z Uniwersytetem Edynburskim. Studia magisterskie ukończył tamże w 1951 r. W 1954 r. został zatrudniony jako wykładowca. Doktoryzował się w 1959 r. W 1962 r. zaczął pracować na Uniwersytecie Kalifornijskim w Los Angeles, gdzie objął stanowisko profesora. Od 1991 r. profesor emeritus.

## Wybrana twórczość
- The nature of vowel quality (1962)
- Elements of acoustic phonetics (1962)
- A phonetic study of west African languages (1964)
- Three areas of experimental phonetics (1967)
- Language in Uganda (współautorstwo, 1969)
- Preliminaries to linguistic phonetics (1971)